# Josje Smit

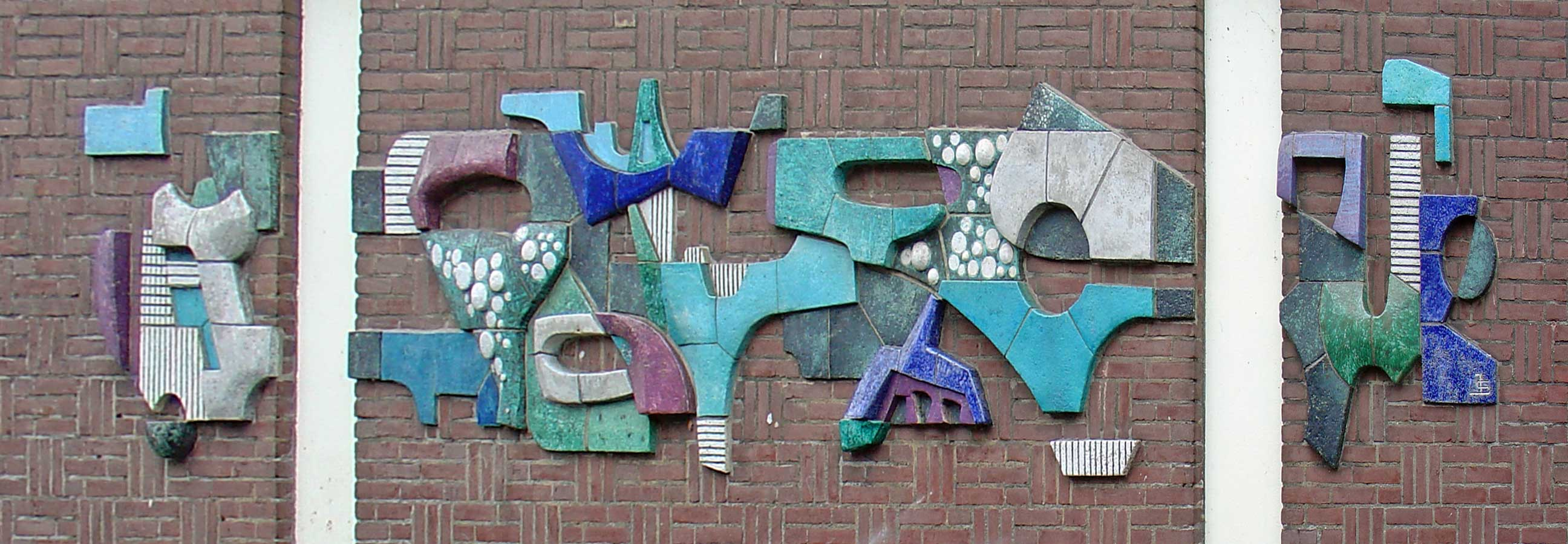
Zonder titel (1963), reliëf, Gouda

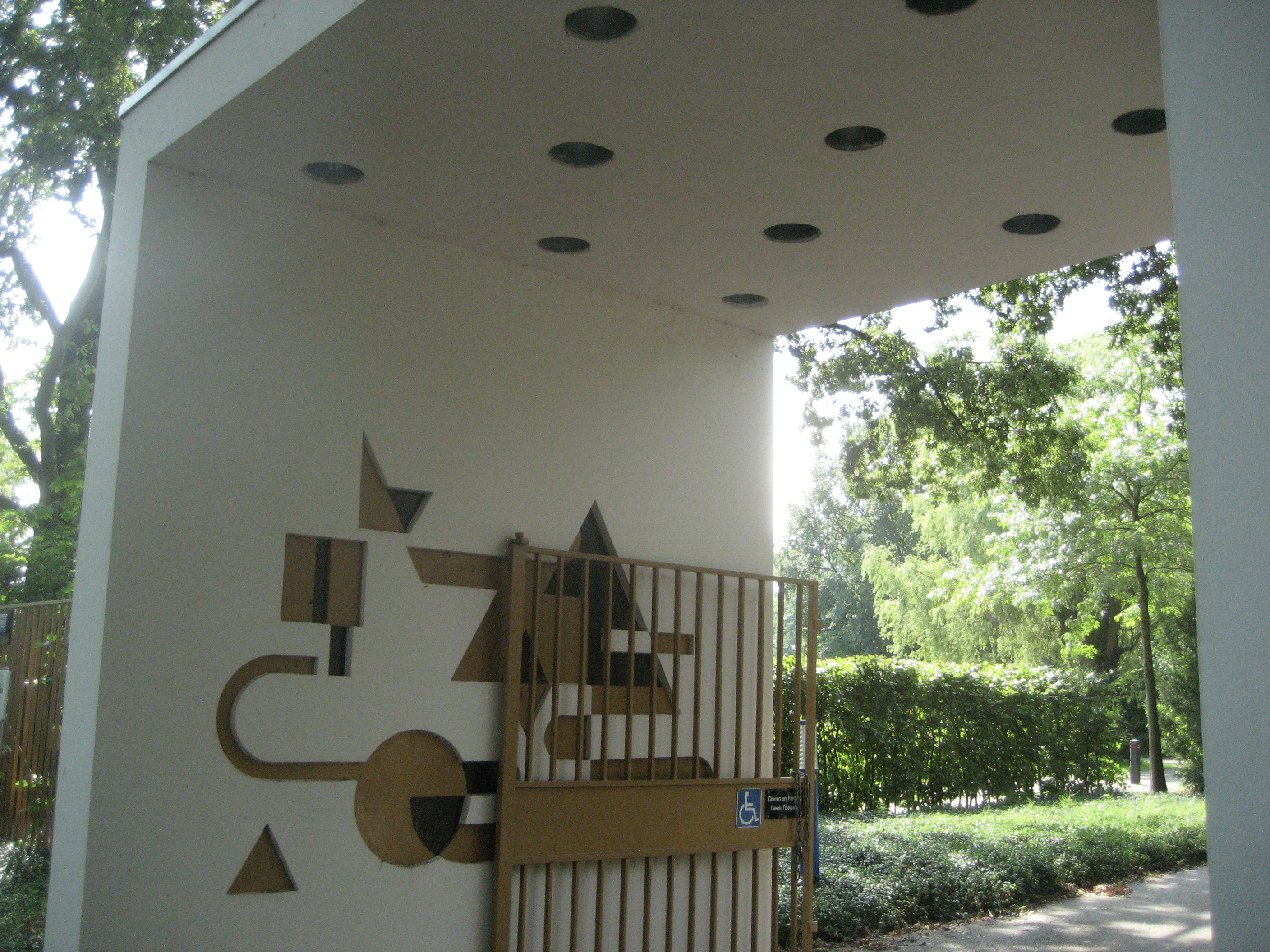
Toegangspoort Rosenburgh (Voorschoten)

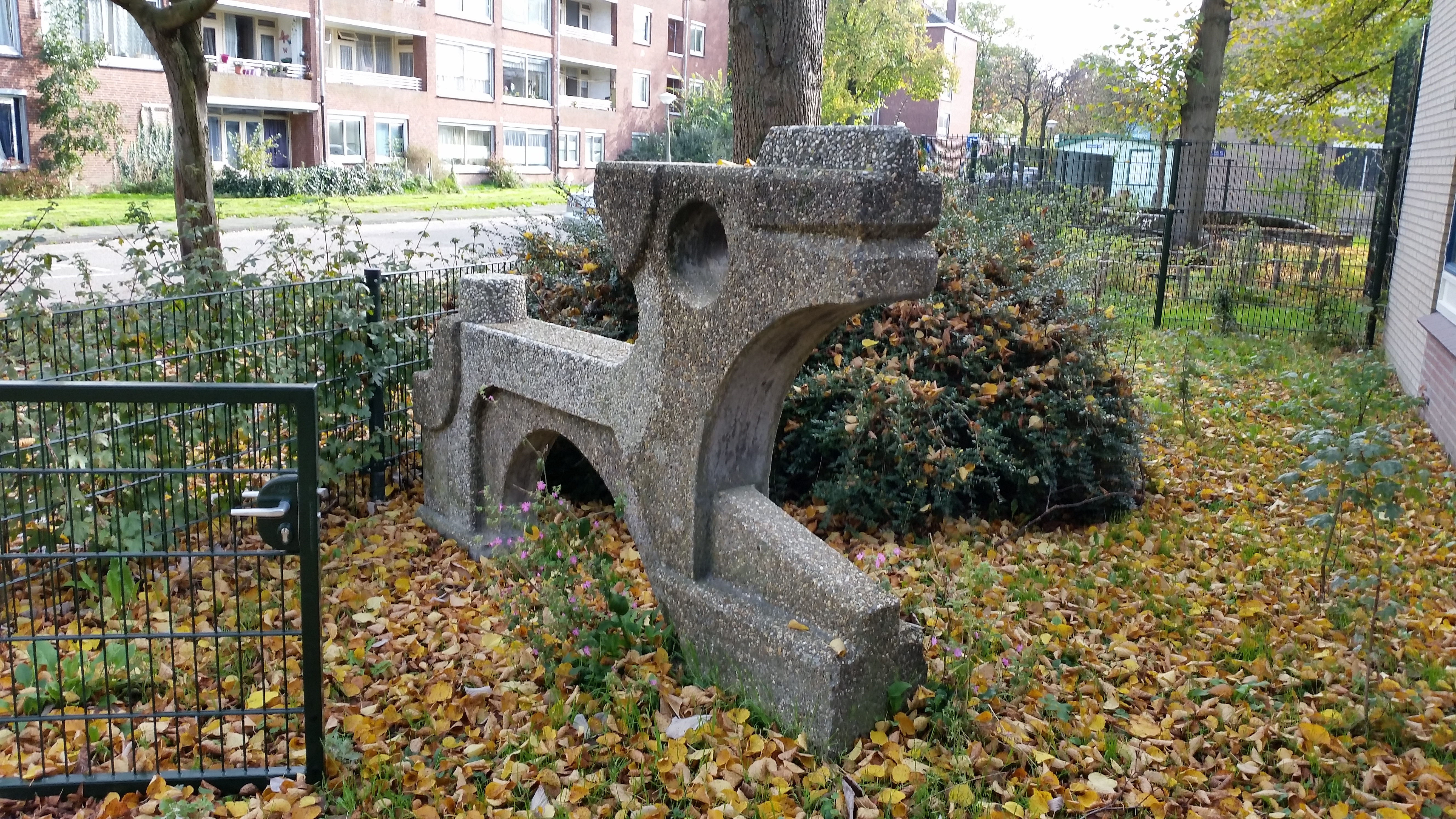
Hond en dromedaris (1966, detail), Amsterdam Buitenveldert

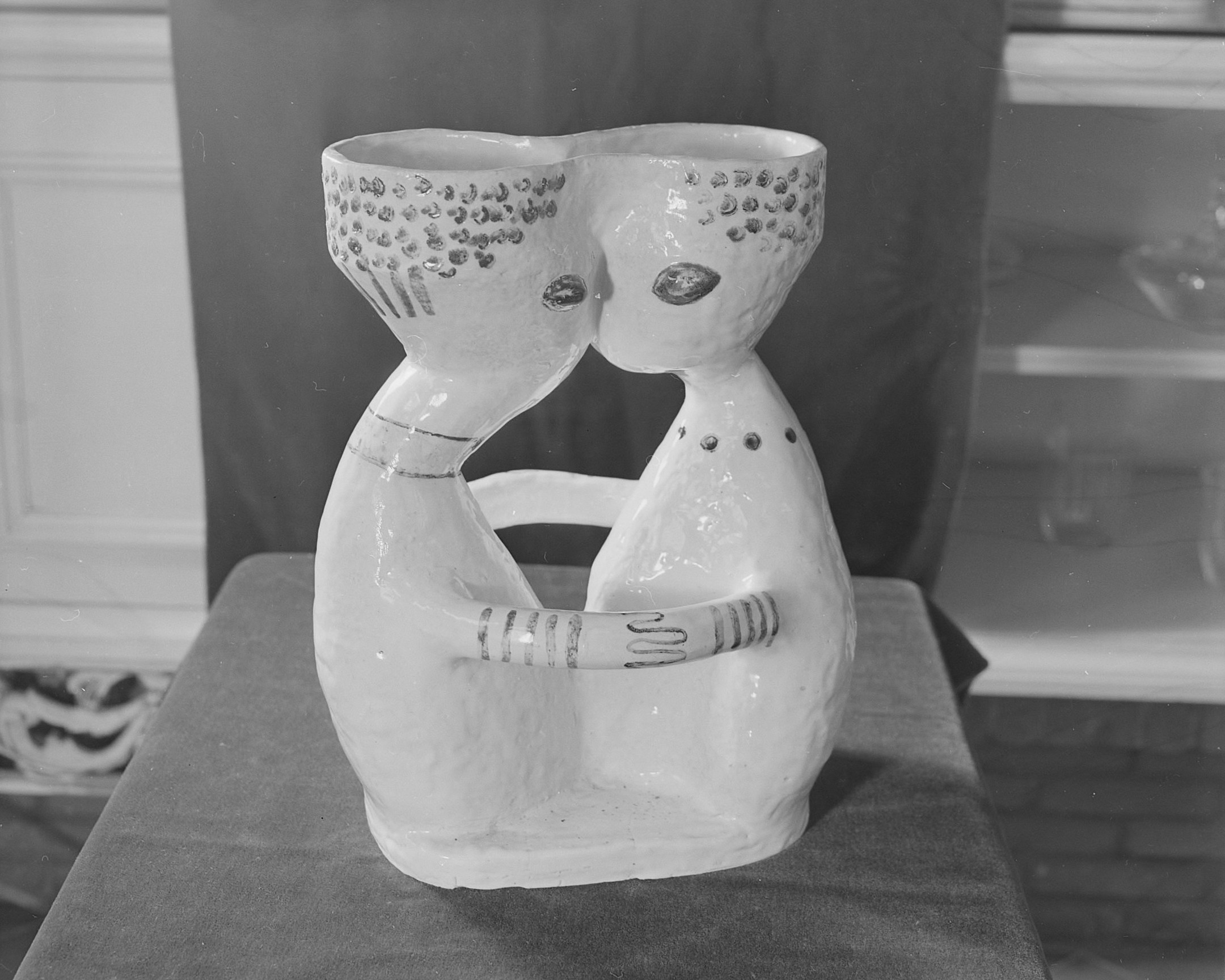
Keramiek (1952)

 Josje Smit (Amsterdam, 25 december 1926 - aldaar, 30 september 2003) was een Nederlandse beeldend kunstenares.

## Leven en werk
Smit was als beeldend kunstenaar in meerdere disciplines werkzaam. Zij was onder meer beeldhouwster, keramiste en textielkunstenaar. Als keramiste is zij werkzaam geweest in de bedrijven van Just van Deventer: Tanagra Ceramiek en De Marmot.
Smit was gehuwd met de beeldend kunstenaar Cephas Stauthamer. Samen bewoonden zij het monumentale pand De Gecroonde Raep aan de Oudezijds Voorburgwal in Amsterdam, waar zij de voormalige tabakszolders in gebruik hadden als atelier. Na haar overlijden liet Smit een kunstcollectie en een geldbedrag na, waarmee de Vereniging Hendrick de Keyser het pand kon restaureren.
Werk van Smit is onder meer in Amsterdam en in Gouda in de publieke ruimte te zien. TNT Post en de KPN bezitten werk van Smit in hun bedrijfscollecties. Voor veel gebouwen in Nederland ontwierp zij decoratieve wandtapijten voor de interieurs en reliëfs van keramiek voor de buitenmuren.

## Werken (selectie)
- Zonder titel (1963), Gouda
- Poort begraafplaats Rosenburgh (1963), Voorschoten
- Zonder titel (1963), Voorschoten
- Speeldieren (1966), Amsterdam
- Hond en dromedaris (1967), Amsterdam
- Samensmelting - wandkleed in de trouwzaal van Maassluis